# Breitholtz
Breitholtz är en svensk adelsätt, inkommen 1637 till Sverige från Reval, vars medlemmar idag även bor i Finland, Belgien, England, USA och Australien.
Vapen enligt 1650 års adelsbrev:: Een fördeelt Sköldh, den öfre deelen blå och den andre rödh, deruthj står Een Eenhorn af hvijt färga widh een grön Lindh.

## Historik
Släktens historia börjar i 1200-talets Visby, dit stamfadern kom sannolikt på 1230-talet, möjligen från Danmark, Västsverige eller Brabant, enligt traditionen dock ursprungligen från Sachsen. Släktledningen kan emellertid betraktas som säker först med stamfadern, Marquard II Breetholt (c.1395-c.1475), borgmästare i hansestaden Reval (Tallinn). Under 1300-1600-talen var ätten ett handelshus inom Hansan, engagerat i Rysslandshandeln och som drev handel från Novgorod via Reval, Visby, Lübeck och Brygge till Biscaya och räknades då till rådssläkterna inom Hansan.
Ätten kom under svensk överhöghet 1561 med rådsherren och diplomaten Jasper Breitholt. Den tillhörde 1624 Livlands ridderskap, inkom 1637 från Reval/Tallinn till det egentliga Sverige och fick 1650 svenskt adelskap med generalmajoren Claes Breitholtz (1620-1706). Ätten introducerades på Sveriges Riddarhus 1650 som adlig ätt nr 484 och uppflyttades i riddareklassen 1778.
Från generalmajoren Claes Breitholtz sonsöner härstammar ättens två nu levande grenar: den äldre grenen med huvudmannalinjen och två finska linjer från kaptenen Evert eller Edvard Breitholtz, gift 1724 med Maria Lagerborg, den yngre grenen från överstelöjtnanten vid amiralitetet Claës Didrik Breitholtz, gift 1747 med friherrinnan Eleonora Koskull.
Claes yngre bror Mauritz Breitholtz (omkring 1626-omkring 1705), ryttmästare vid Livländska Adelsfanan, fick svenskt adelskap 1653 men tog aldrig introduktion. Hans ätt utdog sannolikt med sonen, Johan Evert Breitholtz, fången vid Poltava 1709 som adjutant vid generalmajoren Wolmar Anton von Schlippenbachs livländska dragonregemente.
Ätten har för närvarande omkring 190 medlemmar, förutom i Sverige boende även i Finland, Belgien, England, USA och Australien. Nuvarande huvudman är Jonas Breitholtz, född 1961.

## Några medlemmar av ätten
- Marquard II Breetholt (omkring 1395–omkring 1475)
- Jasper Bretholt (Breitholtz) (omkring 1500–1566)
- Claes Breitholtz (1620–1706)
- Carl Breitholtz (omkring 1655–1717)
- Claes Breitholtz IV (1743–1812)
- Berndt Julius von Breitholtz (1786–1863)
- Claes Josef Breitholtz (1788–1834)
- Claës Gustaf Breitholtz (1828–1885)
- Edvard Julius Breitholtz (1830–1912)
- Axel Breitholtz (1862–1958)
- Claës Breitholtz (1874–1945)
- Torsten Breitholtz (1886–1953)
- Metta Breitholtz, grevinna von Rosen (1903–1984)
- Ernst Breitholtz (1905–1991)
- Lennart Breitholtz (1909–1998)
- Claës C:son Breitholtz (1911–2007)
- Björn Breitholtz (född 1938)